# Daniela Stracchi
Daniela Stracchi (Milano, 2 settembre 1983) è un'ex calciatrice italiana, di ruolo centrocampista.
Ha fatto parte della rosa della nazionale italiana che ha partecipato ai campionati europei nel 2013 e nel 2017, vestendo la maglia azzurra della nazionale in 47 incontri e realizzando una sola rete.

## Caratteristiche tecniche
Daniela Stracchi era una giocatrice versatile che nella carriera ha giocato sia nel ruolo di attaccante che in quello di centrocampista con propensione offensiva.

## Carriera

### Club
Daniela cresce calcisticamente nelle giovanili del Fiammamonza. Le qualità tecniche di Stracchi la portano a giocare ben presto in prima squadra con la quale gioca ininterrottamente per dieci anni, collezionando 251 presenze e 50 reti, riuscendo inoltre a conquistare uno scudetto nel campionato 2005-2006 e la Supercoppa nel 2006.
Contattata dalla Torres, nel 2008 decide di firmare un contratto con la società sassarese che arriva da una stagione chiusa al secondo posto in campionato, dalla conquista della settima Coppa Italia e la seconda Italy Women's Cup.
Con le isolane inizia la sua avventura in terra sarda che prosegue per sei stagioni consecutive e che annovera quattro scudetti, due Coppe Italia e cinque Supercoppe.
Al termine della stagione 2013-2014 decide di non rinnovare il contratto con la Torres accordandosi con la società lombarda del Mozzanica.

### Nazionale
Viene convocata alle selezioni per le giovanili della Nazionale femminile di calcio italiana e gioca la sua prima partita internazionale con la maglia azzurra della nazionale italiana under 18 il 9 aprile del 2001, nel match vinto dall'Italia per 3 a 0 contro la pari rappresentativa della Belgio nel terzo turno di qualificazione per i Campionati Europei UEFA di categoria. Scaduti i termini per rimanere nella compagine inferiore passa alla under 19. In tutto nelle nazionali giovanili colleziona due presenze nella prima, riuscendo anche a segnare un gol, e tre nella seconda.
Nel gennaio 2011 il commissario tecnico Pietro Ghedin la convoca nella nazionale maggiore per le qualificazioni del Campionato europeo femminile di calcio 2013 dove, inserita nel gruppo 1, si dovrà scontrare con le nazionali di Bosnia ed Erzegovina, Grecia, Macedonia, Polonia e Russia. Debutta nella competizione il 17 novembre 2011, durante la partita Italia-Bosnia ed Erzegovina disputata allo Stadio Asim Ferhatović Hase di Sarajevo, match terminato con la vittoria dell'Italia per 1 a 0.
Quando nel 2012 Antonio Cabrini rileva il compito di ct della nazionale rinnova la fiducia a Stracchi e la riconvoca nel raduno del gennaio 2013. Partecipa quindi alla Cyprus Cup e alla fase a gironi, Gruppo 2, delle qualificazioni al campionato mondiale femminile di calcio 2015. Nel novembre 2016 viene inserita da Antonio Cabrini nella lista delle giocatrici convocate per il Torneo Internazionale Manaus 2016, in programma dal 7 al 18 dicembre 2016.

## Statistiche

### Cronologia presenze e reti in nazionale
| Cronologia completa delle presenze e delle reti in nazionale ― Italia | Cronologia completa delle presenze e delle reti in nazionale ― Italia | Cronologia completa delle presenze e delle reti in nazionale ― Italia | Cronologia completa delle presenze e delle reti in nazionale ― Italia | Cronologia completa delle presenze e delle reti in nazionale ― Italia | Cronologia completa delle presenze e delle reti in nazionale ― Italia | Cronologia completa delle presenze e delle reti in nazionale ― Italia | Cronologia completa delle presenze e delle reti in nazionale ― Italia |
| Data                                                                  | Città                                                                 | In casa                                                               | Risultato                                                             | Ospiti                                                                | Competizione                                                          | Reti                                                                  | Note                                                                  |
| --------------------------------------------------------------------- | --------------------------------------------------------------------- | --------------------------------------------------------------------- | --------------------------------------------------------------------- | --------------------------------------------------------------------- | --------------------------------------------------------------------- | --------------------------------------------------------------------- | --------------------------------------------------------------------- |
| 17-9-2011                                                             | Sarajevo                                                              | Bosnia ed Erzegovina                                                  | 0 – 1                                                                 | Italia                                                                | Qual. Euro 2013                                                       | -                                                                     | 46’                                                                   |
| 6-3-2013                                                              | Nicosia                                                               | Inghilterra                                                           | 4 – 2                                                                 | Italia                                                                | Cyprus Cup 2013                                                       | -                                                                     | 85’                                                                   |
| 8-3-2013                                                              | Larnaca                                                               | Nuova Zelanda                                                         | 2 – 0                                                                 | Italia                                                                | Cyprus Cup 2013                                                       | -                                                                     |                                                                       |
| 11-3-2013                                                             | Larnaca                                                               | Italia                                                                | 1 – 2                                                                 | Scozia                                                                | Cyprus Cup 2013                                                       | -                                                                     | 46’                                                                   |
| 13-3-2013                                                             | Larnaca                                                               | Corea del Sud                                                         | 0 – 1                                                                 | Italia                                                                | Cyprus Cup 2013 - Finale 9º posto                                     | -                                                                     |                                                                       |
| 7-4-2013                                                              | St. Veit an der Glan                                                  | Austria                                                               | 1 – 3                                                                 | Italia                                                                | Amichevole                                                            | -                                                                     |                                                                       |
| 13-7-2013                                                             | Halmstad                                                              | Italia                                                                | 2 – 1                                                                 | Danimarca                                                             | Euro 2013                                                             | -                                                                     |                                                                       |
| 21-7-2013                                                             | Växjö                                                                 | Italia                                                                | 0 – 1                                                                 | Germania                                                              | Euro 2013 - Quarti di finale                                          | -                                                                     |                                                                       |
| 20-9-2013                                                             | Tallinn                                                               | Estonia                                                               | 1 – 5                                                                 | Italia                                                                | Qual. Mondiali 2015                                                   | -                                                                     |                                                                       |
| 26-9-2013                                                             | Bassano del Grappa                                                    | Italia                                                                | 1 – 0                                                                 | Romania                                                               | Qual. Mondiali 2015                                                   | -                                                                     |                                                                       |
| 8-5-2014                                                              | Skopje                                                                | Macedonia                                                             | 0 – 11                                                                | Italia                                                                | Qual. Mondiali 2015                                                   | -                                                                     |                                                                       |
| 14-6-2014                                                             | Praga                                                                 | Rep. Ceca                                                             | 0 – 4                                                                 | Italia                                                                | Qual. Mondiali 2015                                                   | -                                                                     |                                                                       |
| 13-9-2014                                                             | Vercelli                                                              | Italia                                                                | 4 – 0                                                                 | Estonia                                                               | Qual. Mondiali 2015                                                   | -                                                                     |                                                                       |
| 17-9-2014                                                             | Vercelli                                                              | Italia                                                                | 15 – 0                                                                | Macedonia                                                             | Qual. Mondiali 2015                                                   | -                                                                     | 46’                                                                   |
| 25-10-2014                                                            | Rieti                                                                 | Italia                                                                | 2 – 1                                                                 | Ucraina                                                               | Qual. Mondiali 2015 - Play-off                                        | -                                                                     |                                                                       |
| 29-10-2014                                                            | Leopoli                                                               | Ucraina                                                               | 2 – 2                                                                 | Italia                                                                | Qual. Mondiali 2015 - Play-off                                        | -                                                                     |                                                                       |
| 22-11-2014                                                            | L'Aia                                                                 | Paesi Bassi                                                           | 1 – 1                                                                 | Italia                                                                | Qual. Mondiali 2015 - Play-off                                        | -                                                                     |                                                                       |
| 27-11-2014                                                            | Verona                                                                | Italia                                                                | 1 – 2                                                                 | Paesi Bassi                                                           | Qual. Mondiali 2015 - Play-off                                        | -                                                                     |                                                                       |
| 4-3-2015                                                              | Nicosia                                                               | Corea del Sud                                                         | 1 – 2                                                                 | Italia                                                                | Cyprus Cup 2015                                                       | -                                                                     |                                                                       |
| 6-3-2015                                                              | Larnaca                                                               | Italia                                                                | 3 – 2                                                                 | Scozia                                                                | Cyprus Cup 2015                                                       | -                                                                     | 70’                                                                   |
| 9-3-2015                                                              | Nicosia                                                               | Italia                                                                | 0 – 1                                                                 | Canada                                                                | Cyprus Cup 2015                                                       | -                                                                     | 62’                                                                   |
| 11-3-2015                                                             | Larnaca                                                               | Italia                                                                | 2 – 3                                                                 | Messico                                                               | Cyprus Cup 2015 - Finale 3º posto                                     | -                                                                     |                                                                       |
| 28-5-2015                                                             | Nagano                                                                | Giappone                                                              | 1 – 0                                                                 | Italia                                                                | Amichevole                                                            | -                                                                     |                                                                       |
| 18-9-2015                                                             | La Spezia                                                             | Italia                                                                | 6 – 1                                                                 | Georgia                                                               | Qual. Euro 2017                                                       | -                                                                     |                                                                       |
| 24-10-2015                                                            | Cesena                                                                | Italia                                                                | 0 – 3                                                                 | Svizzera                                                              | Qual. Euro 2017                                                       | -                                                                     | 77’                                                                   |
| 27-10-2015                                                            | Chomutov                                                              | Rep. Ceca                                                             | 0 – 3                                                                 | Italia                                                                | Qual. Euro 2017                                                       | -                                                                     | 35’                                                                   |
| 3-12-2015                                                             | Guiyang                                                               | Cina                                                                  | 1 – 1                                                                 | Italia                                                                | Amichevole                                                            | -                                                                     | 55’                                                                   |
| 2-3-2016                                                              | Dherynia                                                              | Italia                                                                | 2 – 0                                                                 | Ungheria                                                              | Cyprus Cup 2016                                                       | -                                                                     | 71’                                                                   |
| 4-3-2016                                                              | Larnaca                                                               | Italia                                                                | 1 – 1                                                                 | Irlanda                                                               | Cyprus Cup 2016                                                       | -                                                                     |                                                                       |
| 7-3-2016                                                              | Larnaca                                                               | Italia                                                                | 0 – 0                                                                 | Austria                                                               | Cyprus Cup 2016                                                       | -                                                                     |                                                                       |
| 9-4-2016                                                              | Bienne                                                                | Svizzera                                                              | 2 – 1                                                                 | Italia                                                                | Qual. Euro 2017                                                       | -                                                                     |                                                                       |
| 12-4-2016                                                             | Reggio Emilia                                                         | Italia                                                                | 3 – 1                                                                 | Irlanda del Nord                                                      | Qual. Euro 2017                                                       | 1                                                                     |                                                                       |
| 7-6-2016                                                              | Gori                                                                  | Georgia                                                               | 0 – 7                                                                 | Italia                                                                | Qual. Euro 2017                                                       | -                                                                     |                                                                       |
| 16-6-2016                                                             | Lurgan                                                                | Irlanda del Nord                                                      | 0 – 3                                                                 | Italia                                                                | Qual. Euro 2017                                                       | -                                                                     |                                                                       |
| 20-9-2016                                                             | Vercelli                                                              | Italia                                                                | 3 – 1                                                                 | Rep. Ceca                                                             | Qual. Euro 2017                                                       | -                                                                     | 46’                                                                   |
| 07-12-2016                                                            | Manaus                                                                | Russia                                                                | 0 – 3                                                                 | Italia                                                                | Torneio Internacional 2016                                            | -                                                                     |                                                                       |
| 11-12-2016                                                            | Manaus                                                                | Italia                                                                | 3 – 0                                                                 | Costa Rica                                                            | Torneio Internacional 2016                                            | -                                                                     | 46’                                                                   |
| 14-12-2016                                                            | Manaus                                                                | Brasile                                                               | 3 – 1                                                                 | Italia                                                                | Torneio Internacional 2016                                            | -                                                                     |                                                                       |
| 18-12-2016                                                            | Manaus                                                                | Brasile                                                               | 5 – 3                                                                 | Italia                                                                | Torneio Internacional 2016 - Finale 1º posto                          | -                                                                     |                                                                       |
| 1-3-2017                                                              | Larnaca                                                               | Corea del Nord                                                        | 3 – 0                                                                 | Italia                                                                | Cyprus Cup 2017                                                       | -                                                                     |                                                                       |
| 3-3-2017                                                              | Larnaca                                                               | Belgio                                                                | 4 – 1                                                                 | Italia                                                                | Cyprus Cup 2017                                                       | -                                                                     |                                                                       |
| 8-3-2017                                                              | Larnaca                                                               | Italia                                                                | 6 – 2                                                                 | Rep. Ceca                                                             | Cyprus Cup 2017 - Finale 11º posto                                    | -                                                                     |                                                                       |
| 7-4-2017                                                              | Stoke-on-Trent                                                        | Inghilterra                                                           | 1 – 1                                                                 | Italia                                                                | Amichevole                                                            | -                                                                     |                                                                       |
| 17-7-2017                                                             | Rotterdam                                                             | Italia                                                                | 1 – 2                                                                 | Russia                                                                | Euro 2017 - Fase a gironi                                             | -                                                                     |                                                                       |
| 21-7-2017                                                             | Tilburg                                                               | Germania                                                              | 2 – 1                                                                 | Italia                                                                | Euro 2017 - Fase a gironi                                             | -                                                                     |                                                                       |
| 25-7-2017                                                             | Doetinchem                                                            | Svezia                                                                | 2 – 3                                                                 | Italia                                                                | Euro 2017 - Fase a gironi                                             | -                                                                     |                                                                       |
| 15-9-2017                                                             | La Spezia                                                             | Italia                                                                | 5 – 0                                                                 | Moldavia                                                              | Qual. Mondiali 2019                                                   | -                                                                     | 46’                                                                   |
| Totale                                                                |                                                                       | Presenze                                                              | 47                                                                    |                                                                       | Reti                                                                  | 1                                                                     |                                                                       |

## Palmarès
- Campionato italiano: 4

Fiammamonza 2005-2006
Torres 2010-2011, 2011-2012, 2012-2013
- Coppa Italia: 1

Torres 2010-2011
- Supercoppa italiana: 6

Fiammamonza 2006
Torres 2009, 2010, 2011, 2012, 2013